# Palacio de Justicia de Valladolid
El Palacio de Justicia es la sede principal de la Audiencia Provincial de Valladolid y parte del complejo de los Juzgados de Valladolid, ubicado en la calle Angustias de esta ciudad española. Fue inaugurado por el ministro de justicia Antonio Iturmendi el 17 de diciembre de 1960, siendo Presidente de la Audiencia Territorial de Valladolid el Magistrado Cándido Conde Pumpido 

## Descripción
Se trata de un edificio de dos plantas construido en ladrillo con pilastras, cornisa, impostas y elementos ornamentales de sillería. El cuerpo de acceso, en la calle Angustias, se construye íntegramente en sillería, elevándose una planta sobre la general del conjunto, formalizándose como una fachada de 
tradición clásica con tres órdenes rematada en un frontón que protege el escudo nacional. El inmueble ha sido objeto de diversas actuaciones de mejora a lo largo de su historia, las más recientes destinadas a la mejora de su accesibilidad.